# Социјалдемократска партија Црне Горе
Социјалдемократска партија Црне Горе (СДП) је ванпарламентарна политичка странка у Црној Гори, која заступа концепт грађанске, независне, суверене, европске и атлантске државе Црне Горе. Између 1998. године и 2016. године била је дио владајуће коалиције Европска Црна Гора.
Политика странка се заснива на подршци црногорској суверености, у смислу државне независности, признавања црногорског идентитета и језика и тзв. Црногорске православне цркве (ЦПЦ). То су начела којима је странка остала привржена до данашњих дана.
СДП ЦГ је настала на темељима некадашњег „Савеза реформских снага Југославије за Црну Гору“. Формално правно утемељење СДП ЦГ започето је, 1990. године, оснивањем странке, чијим је каснијим уједињењем конституисана СДП ЦГ у садашњем облику: Социјалистичке партије Црне Горе и Социјалдемократске партије реформиста.
Организационо заокруживање СДП ЦГ у садашњем облику довршено је на Конгресу уједињења СДПР-а и СП ЦГ, у Подгорици 12. јуна 1993. године. Тада су били једина странка у Црној Гори која је настала уједињавањем, а не цијепањем политичких субјеката.
Странке од којих је конституисана СДП ЦГ биле су на првим вишестраначким изборима у Црној Гори и СФР Југославији, децембра 1990. године, окосница антиратног и реформског покрета под називом „Савез реформских снага Југославије за Црну Гору“, који је, према мишљењу странке, по својој суштини био и једини тадашњи организовани покушај демократске транзиције СФРЈ у модерну европску и демократску државу свих народа и република које су је конституисале.
На овим изборима СРСЈ за Црну Гору освојио је 17 од укупно 125 посланичких мјеста у првом вишестраначком парламенту Црне Горе.
На парламентарним изборима, децембра 1992. године, колективни оснивачи СДП ЦГ освојили су: СДПР 4 мјеста у републичком и СП ЦГ 5 мјеста у Савезном парламенту.
На изборима, новембра 1996. године, упркос чињеници да је СДП ЦГ освојила близу 17.000 гласова и 6% гласачког тијела у Републици, промјеном изборне регулативе непосредно уочи избора, Социјалдемократској партији Црне Горе је, практично, онемогућено учешће у републичком, док је успјела изборити само 1 мјесто у Савезном парламенту.
На изборима, маја 1998. године, СДП ЦГ је у коалицији са реформисаном Демократском партијом социјалиста Црне Горе и Народном странком, изборила побједу и у парламентарној већини партиципирала са 5 посланика и учествовала у Влади.
На изборима, априла 2001. године, СДП ЦГ је у коалицији „Побједа је Црне Горе“ (ДПС и СДП ЦГ), такође, побиједила и са својих 6 посланика и учешћем у Влади уз подршку Либералног савеза Црне Горе, конституисала власт са основним циљем припреме законског и политичког амбијента за обнову пуне државности, суверенитета и међународног субјективитета Црне Горе.
У фебруару 2002. године бива потписан „Београдски споразум“ на основу кога је успостављена Државна заједница Србије и Црне Горе и којим је успостављен трогодишњи мораторијум на одржавање црногорског референдума. Придружујући се протестима, СДП ЦГ излази из Владе и тако отвара могућност за одржавање нових парламентарних избора, на којима заједно са ДПС-ом тражи подршку грађана за спровођење политике која би довела до добијања независне, међународно признате Црне Горе.
На парламентарним изборима у новембру 2002. године коалиција „За европску Црну Гору“ добија апсолутну већину у парламенту, а партија по први пут добија мјесто предсједника парламента, на које долази предсједник СДП-а Ранко Кривокапић, као и 7 од 75 посланика и 4 министарска мјеста у Влади РЦГ. Према мишљењу странке, ови избори су били посебно тешки по цјелокупан пројекат обнове државности. Велику подршку грађана добијену на изборима СДП ЦГ користи како би, уз процес обнове државности, што безболније спровела процес економске транзиције и побољшала укупни стандард грађана.
Успјех своје политике СДП ЦГ доживљава 21. маја 2006. године, када грађани Црне Горе са 55.5% изгласавају њену пуну независност и самосталност. Послије овог догађаја долази до проглашења Декларације о независности Црне Горе у Скупштини 3. јуна 2006. године, а убрзо и до подизања црногорске заставе испред сједишта Уједињених нација на Ист Риверу и примања у бројне међународне институције и асоцијације.
У септембру 2006. године на изборима за Уставотворну Скупштину Црне Горе коалиција ДПС-СДП осварује убједљиву побједу и добија парламентарну већину. За првог предсједника парламента независне Црне Горе бива поново изабран Ранко Кривокапић. СДП ЦГ ће у наредних четири године у том тијелу представљати седам посланика, а за добијање осмог је партији фалило мање од 100 гласова. У Влади коју сачињава тринаест министарстава СДП ЦГ представљају потпредсједник проф. др Вујица Лазовић и министри проф. др Андрија Ломпар и Јусуф Каламперовић.
У марту 2009. године на ванредним изборима коалиција „Европска Црна Гора“ ДПС-СДП добила је ново повјерење грађана и освојила 48 мандата у новом сазиву Скупштине Црне Горе. СДП ЦГ у 24. сазиву црногорског Парламента имаће два посланика више укупно девет и биће трећа по снази парламентарна странка.
Након преласка странке на критичнији и независнији политички курс, на јесен 2015. године фракција СДП-а која је остала привржена ДПС-у формирала је нову странку под називом „Социјалдемократе Црне Горе (СД ЦГ)“. 22. јануара 2016. године СДП ЦГ је званично напустила владајућу коалицију са ДПС-ом и најавила своју подршку изгласавању неповјерења влади Мила Ђукановића 25. јануара 2016. године. На сљедећим парламентарним изборима 2016. године СДП ЦГ је самостално учествовала први пут од 1996. године, и задржала свој парламентарни статус, освојивши 5,23% гласова.
На предсједничким изборима 2018. године СДП ЦГ је номиновала своју посланицу Драгињу Вуксановић, која је била прва женска предсједничка кандидаткиња у историји Црне Горе. Вуксановић је завршила на трећем мјесту, освојивши 8,2% гласова. 29. јуна 2019. године, након Кривокапићеве оставке, Драгиња Вуксановић је изабрана за нову предсједницу странке, што ју је учинило једином женском предсједницом црногорске политичке партије у том тренутку. Том приликом је бивши предсједник Кривокапић именован за почасног предсједника.